# Foguang-Tempel (Wutai)

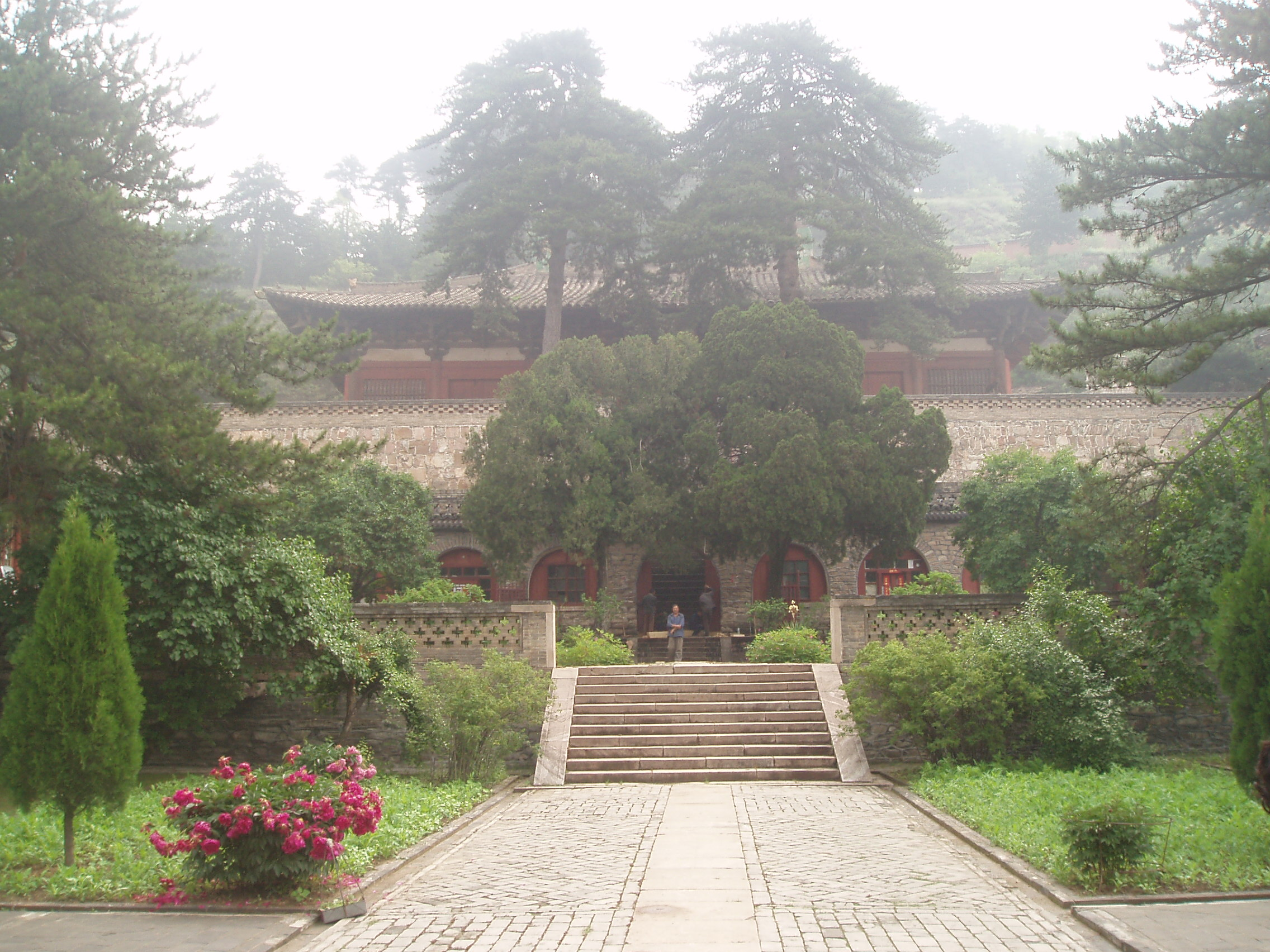
Foguang-Tempel

Der buddhistische Foguang-Tempel (chinesisch 佛光寺, Pinyin Fóguāng Sì, wörtlich etwa „Tempel des Buddhistischen Glanzes“ oder „Buddhaglorioles Kloster“) befindet sich im Dorf Foguang der Großgemeinde Doucun des Kreises Wutai in der chinesischen Provinz Shanxi, 25 km südwestlich in der Nähe vom Wutai-Berg. Er wurde zuerst in der Zeit der Nördlichen Wei-Dynastie erbaut. Seine Haupthalle stammt aus dem Jahr 857 der Zeit der Tang-Dynastie. Sie gilt als eine der ältesten Holzkonstruktionen im chinesischen Tempelbau.
Der Tempel steht seit 1961 auf der Liste der Denkmäler der Volksrepublik China (1-80) und 2009 des Weltkulturerbes.